# 楊宗
楊宗（？年—？年），巴郡臨江縣人，西晉武陵太守。

## 生平

### 巴東參軍
蜀漢末年，楊宗官拜尚書郎，擔任巴東太守羅憲的參軍。蜀漢滅亡時，東吳派步協等溯江而上，圍攻永安；羅憲沿江拒守，但寡不敵眾，於是派楊宗向北突圍而出，求援於魏安東將軍陳騫。羅憲堅守，吳軍屢次強攻皆被擋住，之後又派遣鎮軍將軍陸抗支援，這場攻防戰長達半年之久。

### 招撫蠻夷
泰始二年（公元266年）羅憲入朝，東吳武陵太守孫恢入侵南浦，時任安蠻護軍的楊宗迎擊，孫恢退兵。羅憲因此表楊宗為武陵太守，駐於南浦。南浦其實不在荊州武陵郡境內，但益州與荊州接壤處幾乎都是未開發的荒山野地，疆界不明；山區原住民則是所謂的五溪蠻夷，少有漢人。楊宗統領泛武陵山區，誘導撫恤蠻夷，得三縣歸附之民。
泰始六年（公元270年），羅憲病逝後，巴東監軍職缺由犍為（隸屬益州，地界在今四川省東南與重慶市交界一帶；郡府武陽，今四川省彭山縣）太守楊欣繼任；不久楊欣調任涼州（今甘肅省一帶）刺史，朝廷考慮由唐彬或楊宗接此前線軍事重任。晉武帝司馬炎徵詢文立的意見，文立說：「楊宗、唐彬都是國家不可或缺的將才，但唐彬貪財，楊宗好酒，請陛下斟酌。」司馬炎說：「財慾可以滿足，但嗜酒之性難改。」於是選任唐彬。

## 評價
- 文立：「宗、彬俱不可失。然彬多財欲，而宗好酒。」[5]